# Tapso

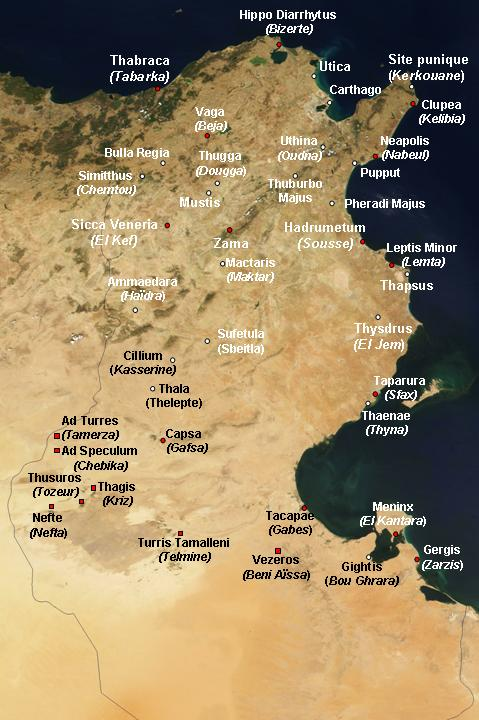
Localização de Tapso no leste da Tunísia antiga.

Tapso (em latim: Thapsus) é um sítio arqueológico situado no este da atual Tunísia. As ruínas da cidade são ainda visíveis em Ras Dimas, perto da atual cidade de Bekalta, aproximadamente a 200 km a sudeste de Cartago. Estas incluem os restos de um quebra-mar, um forte, um anfiteatro e uma grande alverca. Também se encontra nas proximidades de uma necrópole púnica.
Foi fundada originalmente pelos fenícios nas proximidades de um lago salgado. Após a Terceira Guerra Púnica e a destruição de Cartago, Tapso converteu-se numa cidade comercial na província autónoma de Bizacena na África romana.
Em 6 de abril de 46 a.C., Júlio César conseguiu uma vitória importante sobre Metelo Cipião e o rei númida Juba I na batalha de Tapso durante a qual as enormes perdas humanas se contaram perto da cidade. César exigiu então aos vencidos o pagamento de 50 000 sestércios. A batalha marcou o final da oposição a César em África e Tapso tornou-se numa colónia romana.